# Diano San Pietro
Diano San Pietro es un localidad y comune italiano de la provincia de Imperia, región de Liguria, con 1.111 habitantes.

## Evolución demográfica
| Gráfica de evolución demográfica de Diano San Pietro entre 1861 y 2001 |
|                                                                        |
| Fuente ISTAT - elaboración gráfica de Wikipedia                        |